# Sékou Condé
Sékou Condé (Conakry, 9 giugno 1993) è un calciatore guineano, difensore del Châtellerault e della nazionale guineana.